# Moraskoit
Moraskoit – mineralny, nieorganiczny związek chemiczny, opisany w 2013 roku, fosforan znaleziony w nodulach meteorytu Morasko.